# Live Hardcore Worldwide
Live Hardcore Worldwide è l'unico album dal vivo del gruppo hip hop statunitense Boogie Down Productions, pubblicato nel 1991.

## Tracce
1. KRS-One Intro
2. Lick A Shot
3. The Eye Opener
4. Jack Of Spades
5. My Philosophy
6. Still #1 (Freestyle)
7. Poetry
8. House Nigga's
9. Criminal Minded
10. Jimmy
11. The Bridge Is Over
12. Ya Know The Rules
13. Kenny Parker Intro
14. South Bronx
15. Reggae Medley
16. Super Hoe
17. Up To Date
18. Why Is That
19. Stop The Violence
20. Bo Bo Bo
21. Come To The Teacher
22. Breath Control II
23. Self Destruction
24. KRS-One Outro